# Парсонс, Джон Торен
Джон Tорен Парсонс (англ. John Thoren Parsons) — американский инженер. Изобретатель числового программного управления (ЧПУ) — прототипа современных систем управления станками.

## Биография
Джон Парсонс начал работать на заводе отца Parsons Manufacturing Co. в 1927 году. Во время второй мировой войны Parsons Manufacturing Co начинает производить мины и бомбы для армии США.
В 1949 году компания Парсонса, Parsons Inc. , заключила контракт с ВВС США, на разработку станка c ЧПУ для контурного фрезерования сложных поверхностей деталей самолетов. Парсонс привлекает для работы над проектом IBM, Snyder Corporation, и Массачусетский технологический институт (MIT).
В связи с увеличением стоимости проекта в 1950 году MIT отказался от сотрудничества с Parsons Inc, заключив самостоятельный контракт с ВВС США на создание фрезерного станка с программным управлением. В 1952 году MIT впервые продемонстрировал публике свой первый станок с ЧПУ.
В 1952 были поданы две заявки на патент изобретения: первая от авторов John T. Parsons и Frank L. Stulen. названный " Аппарат для управления двигателями позиционирования станка "; вторая от инженеров MIT под названием «Серво-система числового управления». Патент Парсонса был зарегистрирован первым в 1958 г.
Позже Parsons Inc продала эксклюзивную лицензию на изобретение компании Bendix Corp. Такие компании как IBM , Fujitsu и General Electric позже приобрели сублицензии и начали разработку собственных устройств.